# Kim Hongdo
Kim Hongdo (hangul: 김홍도, handzsa: 金弘道), művésznevén Tanvon (hangul: 단원, handzsa: 檀園, RR: Danwon; „szantálfa kert”; 1745–1806?) Csoszon (Joseon)-kori, csungin (jungin) származású festő, aki életképeiről ismert.

## Élete és pályafutása
Kim számos műfajban jártas festő volt, életképek mellett tájképeket, állatokat, virágokat, portrékat és vallásos témájú festményeket egyaránt készített. Jongdzso (Yeongjo) (u. 1724–76) és Csongdzso (Jeongjo) (u. 1776–1800) királyok kedvenc festője volt. Festményei értékét a humor és a jelenetek élettel telítettsége adja. Az ázsiai festészetre általában jellemző idealisztikus ábrázolás helyett a realista ábrázolásra törekedett. Az egyszerű emberek hétköznapi dolgainak ábrázolását kedvelte leginkább, így megörökítette például a szodang (seodang), a falusi iskola életét, a ssirum (ssireum) népi birkózást, vagy éppen az aratást. Festményei gyakran fogalmaznak meg kritikát is a felsőbb osztályokkal szemben.